# 波哥大
波哥大（西班牙語：Bogotá），官方名稱是波哥大首都地區（Bogotá, Distrito Capital，简称），西班牙統治時期及1991年至2000年曾取名圣菲波哥大（Santafé de Bogotá/Santa Fe de Bogotá），是哥伦比亚的首都和昆迪纳马卡省的省会，市区居民数为7,412,566人（2018年），整个都市地区的人口为10,700,000人（2018年），大多数居民是麥士蒂索人。本市為哥伦比亚最大城市，也是南美洲发展最快的都市。
波哥大在哥倫比亞的行政地位是“首都地區”（Distrito Capital），由中央政府直轄。它是哥倫比亞的重要交通樞紐和經濟和文化中心，擁有該國數量最多的大學和研究中心，以及眾多劇院、圖書館和博物館和名勝。波哥大在2014年全球城市指數中排名第52。
波哥大是行政部門（總統辦公室），立法部門（哥倫比亞國會）和司法部門（最高法院，憲法法院，州議會和司法高級委員會）中央辦公室的所在地。該市是哥倫比亞名義GDP最高的地區，幾乎佔該國GDP總量的四分之一（24.7％）。
該市的機場以埃爾多拉多命名。埃爾多拉多國際機場是拉丁美洲貨運量最大的機場。

## 历史

### 建城
1538年8月6日贡查洛·希梅内兹·德·奎萨达在原奇布查人的小城巴卡塔（意为“高的田地”）处正式宣布建立了波哥大。奎萨达以他的故乡西班牙格拉纳达的名字命名这座新城市为圣菲（Santa Fe），但是很快就有人在这个名字的后面加上了原来印第安人地名衍生过来的波哥大这个名字，因此这座城市的全名是圣菲波哥大（Santa Fe de Bogotá）。但是同年另外两支远征队也来到这里与奎萨达争这座新城市，最后奎萨达向这两支远征队付钱后他们才撤回。为了保障他的权利奎萨达于1539年4月又一次正式与这两支远征队的首领从形式上和法律上宣布建城。

### 殖民时期和共和国时期
殖民时期波哥大是新格拉纳达的首府，它与卡塔赫纳一起是当时今天哥伦比亚最重要的城市。
当时波哥大的居民主要是在新大陆出生的西班牙裔人，在他们的影响下在波哥大产生了哥伦比亚独立运动。1810年7月20日哥伦比亚首次从西班牙独立，虽然西班牙此后重占波哥大，但是1819年哥伦比亚终于完全独立。同年波哥大成为大哥伦比亚首都，但是大哥伦比亚很快就分裂为今天的厄瓜多尔、哥伦比亚和委內瑞拉。此后波哥大多次受内战的冲击，其中最有影响的是保守派和自由派之间从1899年到1902年的“千日战争”。

### 20世纪前半叶
1905年波哥大的居民数达到十万。波哥大的居民数在20世纪里不断增长，同时它的艺术生活也不断提高，它获得了“南美洲的雅典”的称号。1948年美洲国家组织在波哥大成立。但是由于当时非常受欢迎的自由党的总统候选人凱坦（Gaitan）于4月9日被刺，成立活动中止。事后在波哥大爆发了为期数日的动乱，愤怒的暴乱者在市内洗劫。后来的古巴首领菲德尔·卡斯特罗当时正住在波哥大。这个时间对波哥大本身的发展也有很大的影响。此后许多富人从市中心移居到市郊，尤其是市郊北部的村镇。

### 1950和1960年代
1950年代里随着城市西部的国际机场的建设波哥大的市区向西发展。由于市东山区的局限城市当时已经无法向东发展了。一个短期的独裁统治很快就被自由党和保守党联合组成的“民族阵线”（Frente Nacional）推翻了。
为了防治苏联在拉丁美洲扩张其影响力，美国在美洲国家组织中发动了“发展联盟”的运动。1961年美国总统约翰·肯尼迪为推动这个运动访问波哥大，从中发动了建设一个新的市区的活动。这个名为肯尼迪的新的市区今天有上百万居民。由于1948年动乱后哥伦比亚全国各地不断发生动乱，许多难民逃往波哥大。波哥大从不到五十万人的城市爆涨到了21世纪初的七百万居民。

### 1970和1980年代
1970年代成立的游击队四月十九日运动对波哥大和哥伦比亚的未来有很重要的影响。哥伦比亚政府在市中心建造了一座新的总统府，这是当时很常见的在贫困的市中心建造豪华大厦的典范。1984年4月30日哥伦比亚司法部长在波哥大市北被贩卖毒品的垄断集团刺杀，这个事件使得哥伦比亚政府与贩毒集团之间的矛盾升级，哥伦比亚的毒品战爆发。
1985年11月6日四月十九日運動的游击队攻入波哥大的司法部。在此后政府军与游击队激战和重占司法部的过程中数百人丧生。数日后，11月13日鲁伊斯火山爆发，山顶的积雪融化导致拉古尼拉河泛滥，小城阿尔梅罗被泥石流覆盖，两万五千人丧生，数千人逃往波哥大。

### 1990年后
1990年代里波哥大时常遭到贩毒集团的恐怖袭击，他们在百货商场，甚至国家安全组织总部设炸弹，造成数百人丧生。哥伦比亚政府因此加强毒品取締。2000年波哥大开始建造新世纪公車運輸系统。

## 地理

### 位置

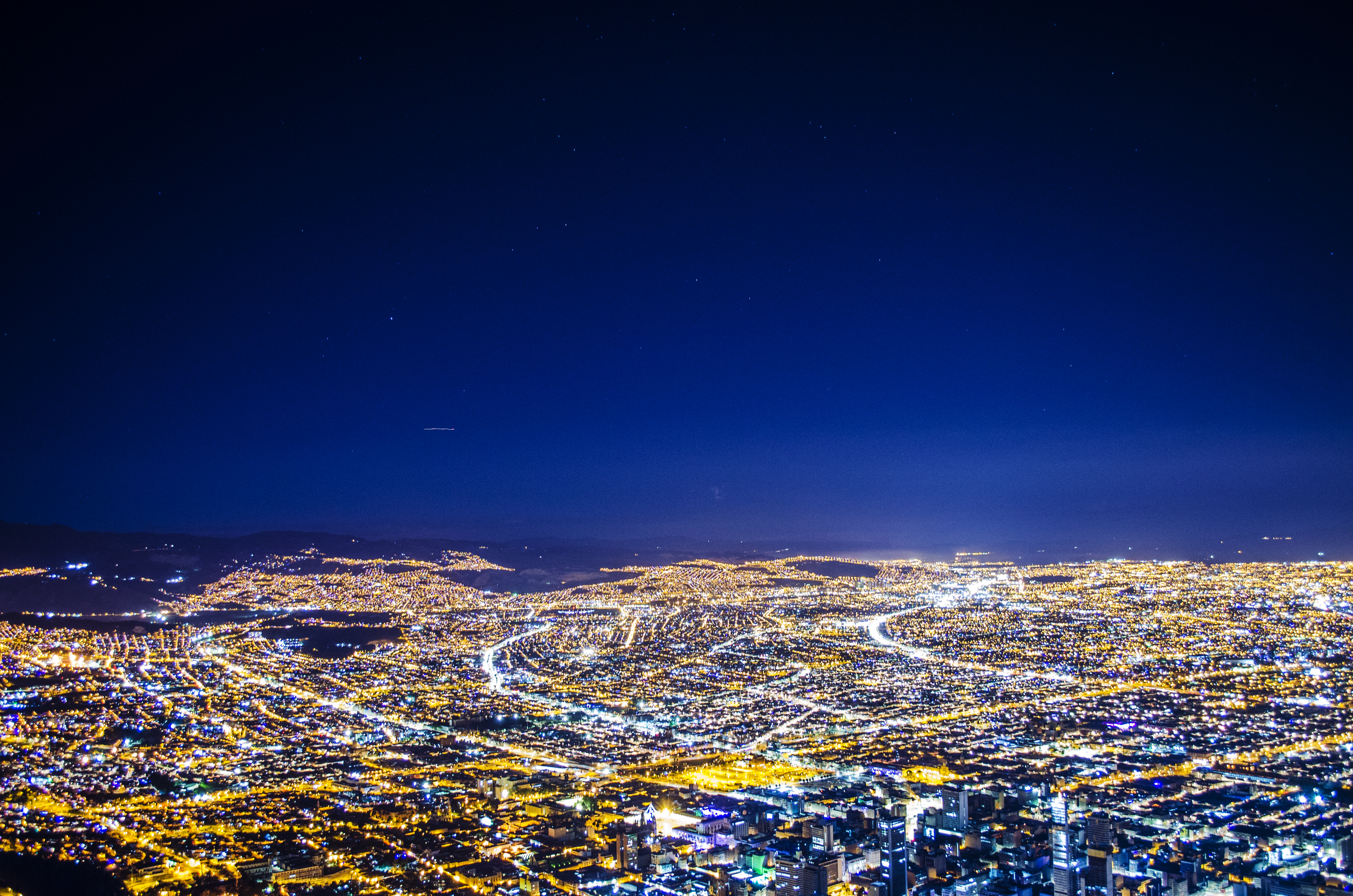
波哥大是南美洲市域范围内人口第三大城市，仅次于圣保罗和布宜诺斯艾利斯

波哥大位于安地斯山脉的一个富饶的高原——昆迪博亚卡高原上，海拔2,640米。瓜达卢佩山和蒙瑟瑞特山脚下。市内有多条河流、溪涧。

### 气候

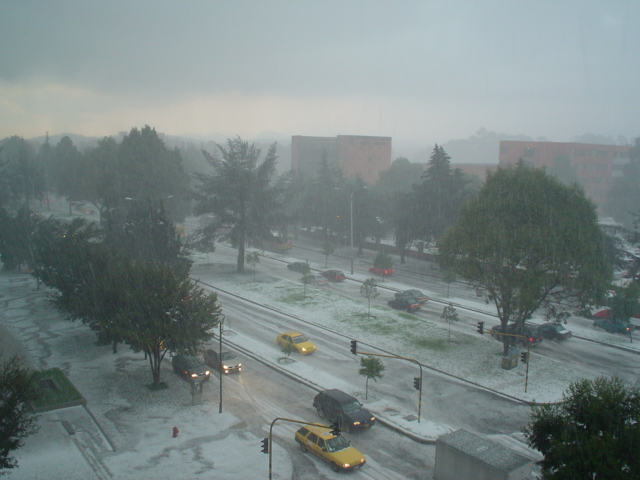
波哥大冬天的雨季，风暴可能带来冰雹。

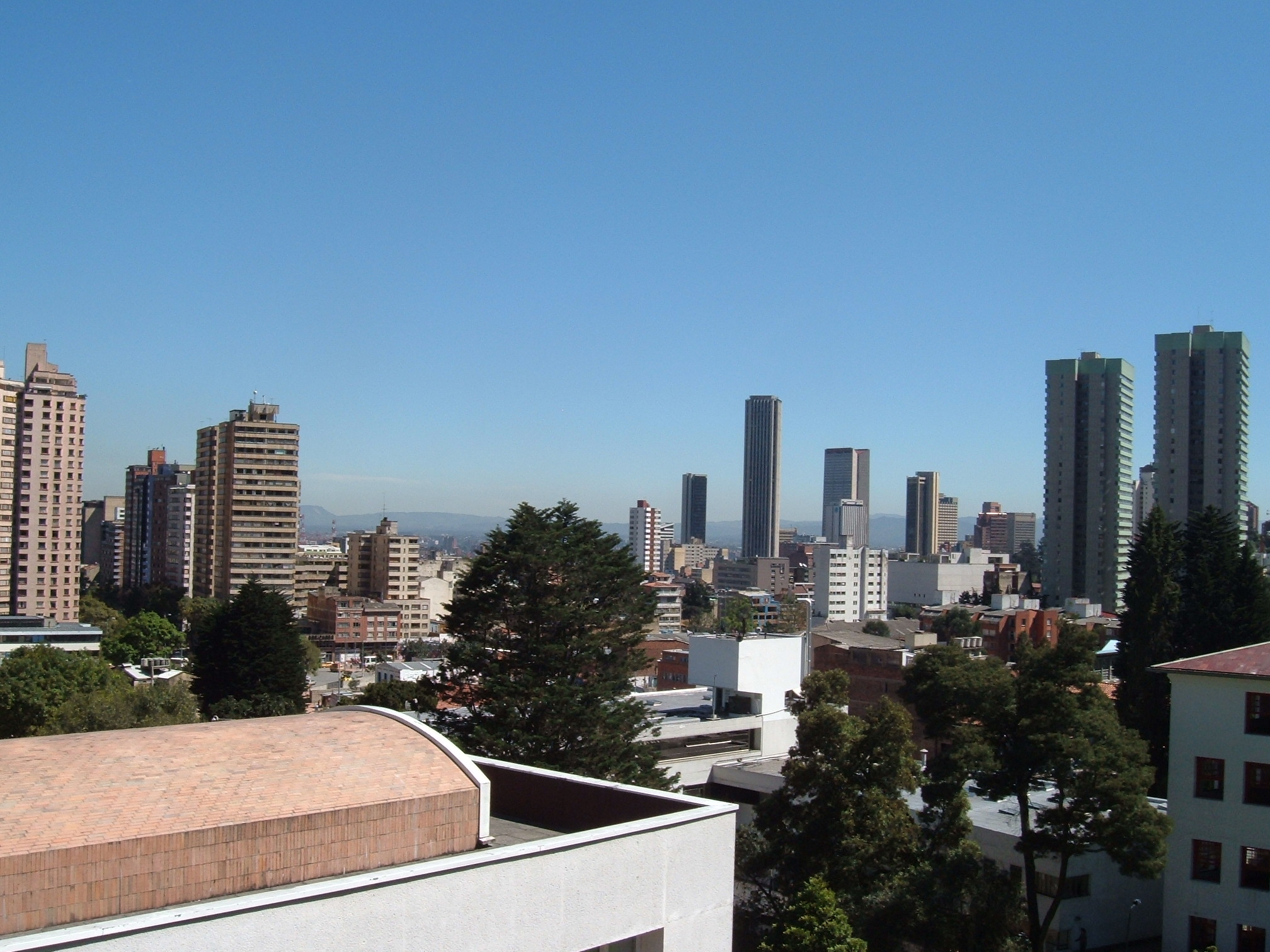
波哥大市中难得的晴天

波哥大的气候属于南美洲温带海洋性气候典型的高地氣候城市，年平均气温为14.4 °C。由于它非常接近赤道，在1月和12月期間來自北美洲的冬季季候風也因加勒比海和墨西哥灣暖流的海洋氣流活躍和支配下難以南下，因此季节变化很不明显。年平均降雨量约1000毫米，其中4月和10月降雨量最高，平均为135至137毫米，1月降雨量最少，平均为50毫米。
| 月份                                    | 1月         | 2月         | 3月         | 4月         | 5月         | 6月         | 7月         | 8月         | 9月         | 10月        | 11月        | 12月        | 全年         |
| --------------------------------------- | ----------- | ----------- | ----------- | ----------- | ----------- | ----------- | ----------- | ----------- | ----------- | ----------- | ----------- | ----------- | ------------ |
| 历史最高温 °C（°F）                     | 26.4 (79.5) | 25.2 (77.4) | 26.6 (79.9) | 24.4 (75.9) | 25.0 (77.0) | 28.6 (83.5) | 25.0 (77.0) | 23.3 (73.9) | 26.0 (78.8) | 25.1 (77.2) | 25.6 (78.1) | 24.4 (75.9) | 28.6 (83.5)  |
| 平均高温 °C（°F）                       | 20.2 (68.4) | 20.3 (68.5) | 19.4 (66.9) | 20.1 (68.2) | 19.0 (66.2) | 19.2 (66.6) | 18.6 (65.5) | 18.8 (65.8) | 19.2 (66.6) | 19.5 (67.1) | 19.6 (67.3) | 19.9 (67.8) | 19.6 (67.3)  |
| 日均气温 °C（°F）                       | 14.3 (57.7) | 14.5 (58.1) | 14.9 (58.8) | 14.9 (58.8) | 15.0 (59.0) | 14.5 (58.1) | 14.6 (58.3) | 14.1 (57.4) | 14.3 (57.7) | 14.3 (57.7) | 14.4 (57.9) | 14.6 (58.3) | 14.4 (57.9)  |
| 平均低温 °C（°F）                       | 7.6 (45.7)  | 8.4 (47.1)  | 9.5 (49.1)  | 9.7 (49.5)  | 9.7 (49.5)  | 9.5 (49.1)  | 9.2 (48.6)  | 8.9 (48.0)  | 8.7 (47.7)  | 9.0 (48.2)  | 9.2 (48.6)  | 8.0 (46.4)  | 9.0 (48.2)   |
| 历史最低温 °C（°F）                     | −1.5 (29.3) | −5.2 (22.6) | −0.4 (31.3) | 0.2 (32.4)  | 0.2 (32.4)  | 1.1 (34.0)  | 0.4 (32.7)  | 0.4 (32.7)  | 0.3 (32.5)  | 1.8 (35.2)  | 0.5 (32.9)  | −1.1 (30.0) | −5.2 (22.6)  |
| 平均降水量 mm（）                       | 59 (2.3)    | 68 (2.7)    | 69 (2.7)    | 105 (4.1)   | 100 (3.9)   | 80 (3.1)    | 80 (3.1)    | 90 (3.5)    | 90 (3.5)    | 107 (4.2)   | 80 (3.1)    | 81 (3.2)    | 1,009 (39.4) |
| 平均降雨天数（≥ 1 mm）                  | 9           | 12          | 14          | 18          | 19          | 17          | 15          | 14          | 16          | 21          | 16          | 11          | 181          |
| 平均相對濕度（％）                      | 75          | 76          | 75          | 77          | 77          | 75          | 74          | 74          | 75          | 76          | 77          | 76          | 76           |
| 月均日照時數                            | 156         | 128         | 107         | 88          | 83          | 94          | 114         | 117         | 109         | 96          | 103         | 138         | 1,328        |
| 来源：水文学、气象学和环境研究所(IDEAM) |             |             |             |             |             |             |             |             |             |             |             |             |              |

| 波哥大气象统计        | 波哥大气象统计 | 波哥大气象统计 | 波哥大气象统计 | 波哥大气象统计 | 波哥大气象统计 | 波哥大气象统计 | 波哥大气象统计 | 波哥大气象统计 | 波哥大气象统计 | 波哥大气象统计 | 波哥大气象统计 | 波哥大气象统计 | 波哥大气象统计 |
| 月份                  | 1月            | 2月            | 3月            | 4月            | 5月            | 6月            | 7月            | 8月            | 9月            | 10月           | 11月           | 12月           | 全年           |
| --------------------- | -------------- | -------------- | -------------- | -------------- | -------------- | -------------- | -------------- | -------------- | -------------- | -------------- | -------------- | -------------- | -------------- |
| 日平均白昼时数        | 12.0           | 12.0           | 12.0           | 12.0           | 12.0           | 12.0           | 12.0           | 12.0           | 12.0           | 12.0           | 12.0           | 12.0           | 12.0           |
| 平均紫外线指数        | 11+            | 11+            | 11+            | 11+            | 11+            | 11+            | 11+            | 11+            | 11+            | 11+            | 11+            | 11+            | 11             |
| Source: Weather Atlas |                |                |                |                |                |                |                |                |                |                |                |                |                |

### 城市布局与命名
波哥大共可分為20个行政區，這20個行政區共同形成了广阔的街區路網。其中经济发展水準较高的行政區大多位于城市北部，以及靠近城市东部丘陵的查韦诺、乌萨奎及苏巴等地。而中產階級大多居住是在城市的中部、西部和西北部。至於藍領阶级則大多居住於城市南部，其中有部份是棚户区。

## 行政区划
波哥大劃分為20个行政區（unidades administrativas）：
| - 乌萨昆 (Usaquén) - Chapinero - 圣达菲 (Santafé) - 圣克里斯托佛（San Cristóbal） - 乌斯梅 (Usme) | - Tunjuelito - 博萨 (Bosa) - 肯尼迪（Kennedy） - 丰提邦 (Fontibón) - 积极的 (Engativa) | - Suba - 团结的社区 （Barrios Unidos） - 特萨基洛 (Teusaquillo) - Mar道者 (Los Mártires) - 安东尼奥·纳里尼奥 (Antonio Nariño) | - 阿兰达桥 (Puente Aranda) - 烛台区（Candelaria） - 拉斐尔·乌里韦（Rafael Uribe Uribe） - 玻利瓦尔市 (Ciudad Bolívar) - 苏马帕兹 (Sumapaz) |

## 人口
波哥大的人口增长迅速，尤其其边缘的贫民窟不断扩大。1951年它还只有71.5万人口，但是到2005年其人口翻了十倍达到了710万。许多农民从农村逃到波哥大，希望在这里找到工作和更好的生活环境。
约68%的居民是印第安人与白人的混血儿，20%是白人，10%是黑人或者带有黑人血统的混血儿，只有2%的居民是南美洲原住民。90%以上的居民信天主教，约30%的人是文盲。
以下数据为哥伦比亚国家研究所或者统计部门的估计数据以及人口普查获得的数据，数据仅包括市区的人口数，不包括都市地区的人口数。

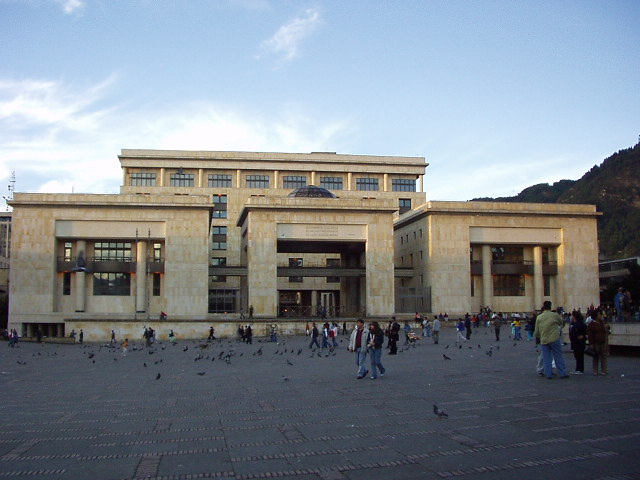
司法部

| 年     | 人口数  |
| ------ | ------- |
| 1538年 | 100     |
| 1580年 | 1,100   |
| 1666年 | 3,000   |
| 1775年 | 16,233  |
| 1793年 | 17,725  |
| 1801年 | 21,394  |
| 1832年 | 28,341  |
| 1843年 | 40,086  |
| 1870年 | 40,883  |
| 1881年 | 84,123  |
| 1884年 | 95,761  |
| 1905年 | 100,000 |

| 年     | 人口数    |
| ------ | --------- |
| 1912年 | 121,257   |
| 1918年 | 143,994   |
| 1928年 | 235,421   |
| 1938年 | 330,312   |
| 1951年 | 715,250   |
| 1964年 | 1,697,311 |
| 1973年 | 2,868,123 |
| 1985年 | 4,273,461 |
| 1993年 | 5,484,224 |
| 1996年 | 5,859,861 |
| 2000年 | 6,422,198 |
| 2005年 | 7,185,889 |

## 文化与名胜

### 博物馆
除了哥伦比亚国家博物馆和殖民艺术博物馆（Museo de Arte Colonial）外，1938年开放的金博物馆（Museo de Oro）是波哥大最重要的博物馆。这个博物馆陈列着全世界最重要的哥伦比亚前的黄金艺术品，共3万8千件。在一个360°的环绕陈列室中参观者可以看到数千在黑暗的陈列室中发光的金太阳、植物、动物，许多这些陈列品来自瓜塔维塔湖的所谓的梦幻世界暗礁。1560年西班牙征服者在那里发现了许多金制的动物：猴、鱼、蟾蜍和一条南美短吻鱷。
引人注目的还有圣克拉拉修道院内的博物馆。这座从1619年到1630年建造的文艺复兴后期的教堂建筑从外表上来看很普通，但是内部却有着豪华的巴洛克装饰：镀金的圣坛、当地巴洛克艺术家的壁画，拱顶铺着金箔。

### 建筑物
波哥大是南美洲北部传统的重要的艺术和文化中心。在哥伦比亚独立（1810年）很久之后的19世纪末，波哥大殖民地建筑的城市形态和类型一直保持不变。这种殖民地环境风貌仍然持续可见，尤其是在波哥大历史中心城区。还有两层的殖民地房屋，庭院，山墙屋顶，瓷砖和阳台。这些阳台一些情况下在共和时期被玻璃窗包围，是该地区建筑的一个显著特征（例如，拉斐尔庞博之家）。老城里有许多有历史、文化和具有旅游意义的建筑和广场。玻利瓦尔广场周围有许多公共建筑和教堂。方济各会、多明我会和耶稣会在历史上对波哥大的文化生活影响最大，它们在市内建造了许多教堂和修道院，因此对波哥大的建筑影响也深刻。
玻利瓦尔广场上有三座最主要的大建筑：1823年建成的古典式大教堂、国民大会和Alcaldía de Bogotá。后两者也是古典式的，尤其Alcaldía de Bogotá还受法国的影响。在附近的蒙瑟瑞特山上有蒙瑟瑞特圣坛。广场北部的司法部是1985年4月19日运动占领后被摧毁重造的。
主教宫后面是17世纪初造的巴洛克式耶稣会教堂圣伊格纳西奥。教堂内有壁画和镀金的圣坛。附近的耶稣会修道院里今天是殖民艺术博物馆。1594年造的圣弗朗西斯科教堂也值得一访。
Zipaquirá的盐教堂是世界上最大的地下盐教堂和世界上最大的宗教建筑物之一。它长120米，面积8500平方米。教堂的内部全部是从盐晶里雕刻出来的。除了主教堂外还有众多小教堂和地下通道。

### 公园

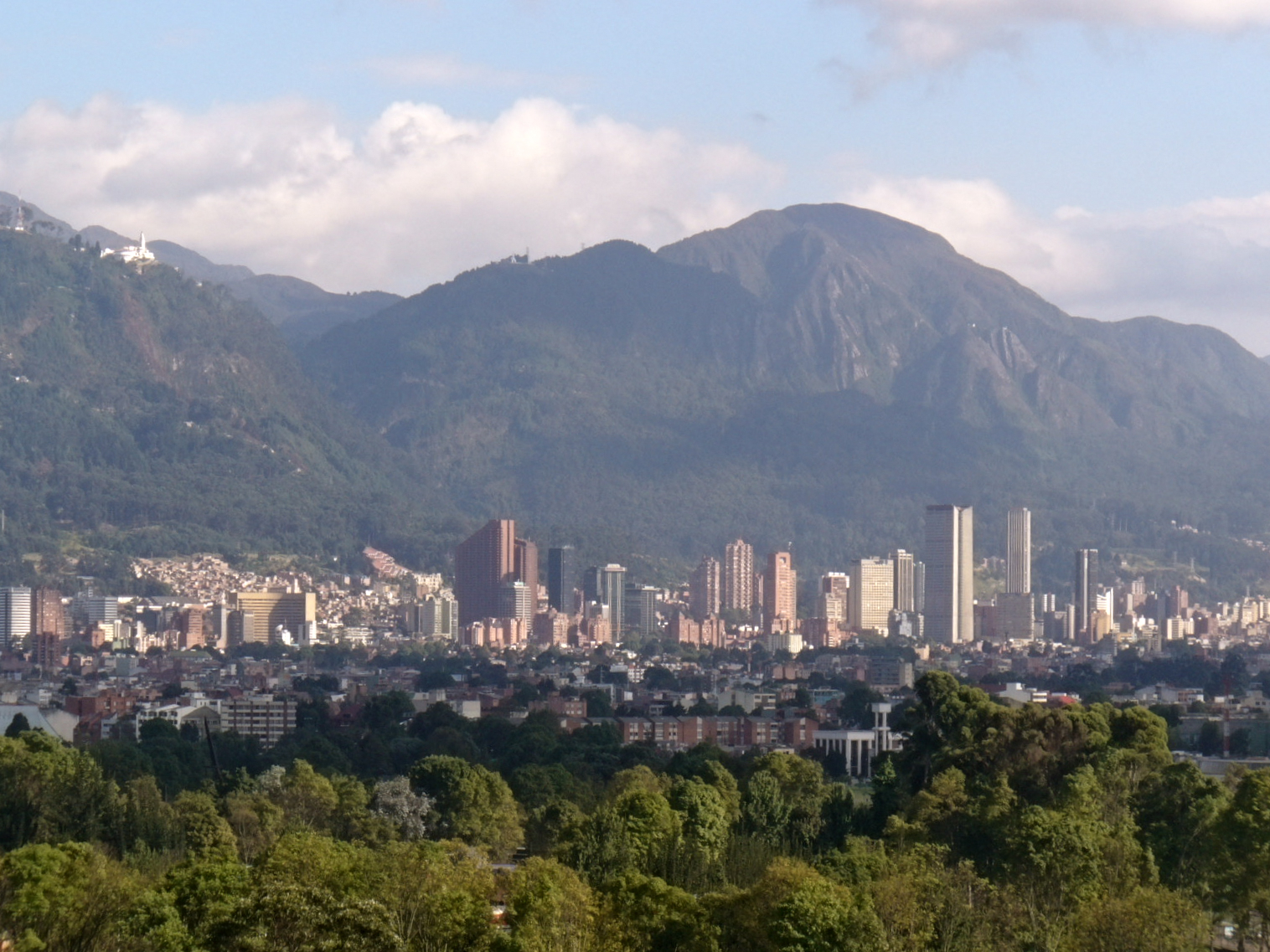
西蒙·玻利瓦尔公园

西蒙·玻利瓦尔公园是世界上最大的城市公园。此外还有植物园和国家公园。每年夏天的拉丁美洲摇滚乐音乐节是在El Tunal公园举行的。在Parque del Chicó有一座殖民时期风格的博物馆。
市外的公园有Tequendama瀑布，河水沿峡谷冲下145米下的森林。瓜塔维塔暗礁位于市中心东北约30千米处。这里过去是奇布查人的宗教仪式中心。奇布查人的宗教仪式中金起非常重要的作用。许多金制的物件被牺牲给太阳神，沉入湖底。1560年西班牙征服者试图将湖水排干，但是没有成功。

## 经济

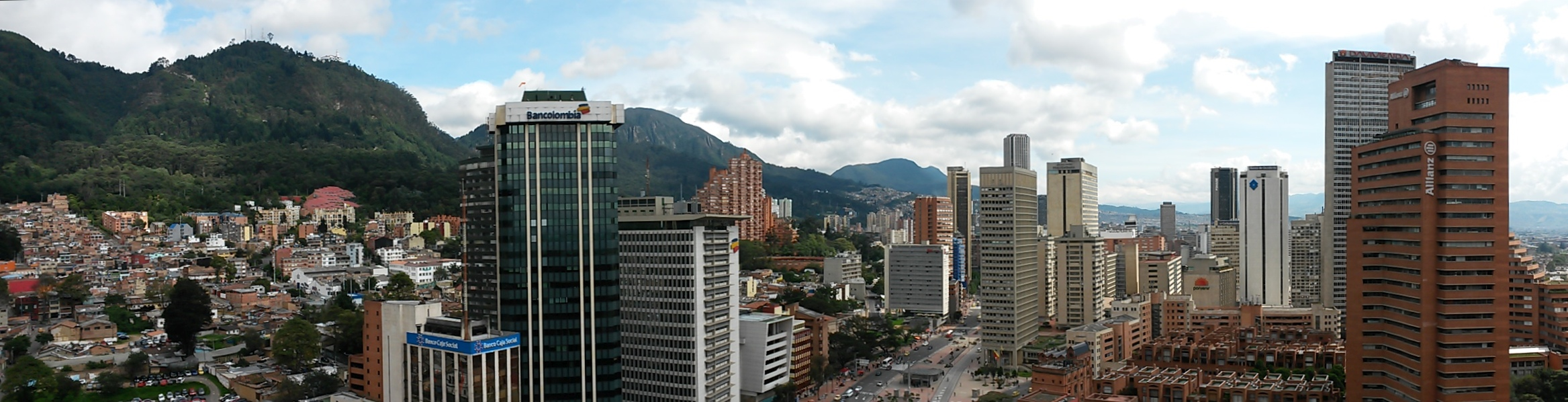
波哥大国际中心全景图

重要的工业有印刷、出版、纺织、食品、金属、机械和电子工业。许多银行和企业的总部在波哥大。市内共有约十万企业。每年有约40亿外国投资进入波哥大。哥伦比亚24%的出口是波哥大出产的，约400个跨国公司在这里有分部。失业率为17.5%（2003年1月至8月）。
大多数外国企业集中在波哥大，有些在这里有垄断地位。哥伦比亚本国的企业也往往在波哥大拥有其总部。
工业和交通废气以及交通噪声是波哥大最大的环境问题。工业废水、废气和垃圾的处理不足。尤其城市边缘的贫民窟里始终有霍乱、腹瀉和伤寒爆发，那里的卫生状况很坏。废气造成许多呼吸道和皮肤疾病。

## 交通
波哥大與哥伦比亚其它城市間的聯繫主要是透過铁路及公路系統（包括泛美公路），而埃爾多拉多國際機場就於城市的邊陲，是波哥大主要的聯外機場，也是哥倫比亞重要的國門。
波哥大城市内部的街區設計主要是棋盘式規劃，大多数街道街按照数目排列。僅有少数的重要幹道及环城大道有非數字的路名。
波哥大最早的大眾運輸是在1884年的聖誕節啟用的有軌馬車系統，直到1910年3月7日引進現代化的路面电车，不過二次世界大戰後由於公路主義的流行，波哥大路面電車也於1951年6月30日正式停駛。
另外，自1948年4月12日至1991年8月15日間，波哥大市内曾有无轨电车行駛，不過目前也已停駛。
自路面電車停駛後，波哥大市區內一直缺乏完善的大眾運輸系統，直到2000年時其政府引進了快速公交系统「千禧公車」，此公車系統使公車在擁擠的道路中擁有獨立的專用道（B型路權），並透過密集發班的方式來達到接近輕軌系統的運輸效能。
近年來波哥大也逐步建置了完善的自行車道及人行道，使城市的道路規劃回歸「人本交通」，並每年在市內舉辦兩次「無汽車日」，用以推廣人本交通。
波哥大正在建设通勤铁路（Cercanías）系统“RegioTram”，共规划有西部、南部和北部三条线路。其中西部有轨电车已于2022年开工，由中国铁建承建。
波哥大地铁于2020年开建其第一条线路，由中国港湾、西安地铁、中车长客与庞巴迪组成的联合体中标并运营，预计2026年建成运营。

## 教育
波哥大有五座大学，其中最老的圣托马斯大学是1580年开办的。市内还有其它教育设施和图书馆，其中圣卡洛斯宫里的1777年由耶稣会开办的图书馆是美洲第一座公共图书馆。
哥伦比亚国立大学是哥伦比亚第一座公共和国立大学。它于1867年9月22日成立，一开始只有六个系，从1903年到1940年新增了20个系。1967年开始授予硕士学位，1986年开始授予博士学位。

## 名人
- 安德烈斯·帕斯特拉纳·阿朗戈，哥伦比亚政治家和总统
- 英格丽德·贝当古，哥伦比亚政治家
- 胡安·巴布羅·蒙托亞，一級方程式賽車（F1）車手
- 凯特琳娜·桑迪诺·莫雷诺，演员
- 埃内斯托·桑佩尔·皮萨诺，政治家和哥伦比亚总统
- 弗莱德·罗德里格斯，赛车手
- 卡米洛·托瑞斯，神学家
- 賈西亞·馬奎斯，文学家，1982諾貝爾文學獎得主

## 外部連結
- （页面存档备份，存于） - 哥伦比亚国立大学 国家哥伦比亚大学网站
- 波哥大旅游指南 （页面存档备份，存于） - 22日在波哥大景点